# Song Sun-mi
Song Sun-mi (* 28. Mai 1990 in Gunpo) ist eine ehemalige südkoreanische Squashspielerin.

## Karriere
Song Sun-mi spielte von 2005 bis 2015 auf der WSA World Tour und gewann auf dieser zwei Titel bei insgesamt sechs Finalteilnahmen. Ihre beste Platzierung in der Weltrangliste erreichte sie mit Rang 41 im September 2010. Mit der südkoreanischen Nationalmannschaft nahm sie 2012 an der Weltmeisterschaft teil sowie zwischen 2008 und 2014 an mehreren Asienmeisterschaften. Ihr bestes Resultat bei den Asienmeisterschaften war ein dritter Platz 2012. Bei Asienspielen gewann sie mit der Mannschaft 2006 und 2010 jeweils die Bronzemedaille. 2009 vertrat sie Südkorea bei den World Games.

## Erfolge
- Gewonnene WSA-Titel: 2
- Asienspiele: 2 × Bronze (Mannschaft 2010 und 2014)